# 2020-as kanadai labdarúgókupa
A 2020-as kanadai labdarúgókupa (angolul: Canadian Championship) volt a kanadai labdarúgókupa 13. szezonja. A torna kivételes módon csak egyetlen mérkőzés foglalt magába, ahol a Forge és a Toronto ütközött meg egymással. A döntő a COVID-19 járvány miatt csak 2022. június 4-én került megrendezésre az Ontario állam, Hamilton városában található Tim Hortons Fielden. A címvédő a Montréal volt. A trófeát a Toronto szerezte meg, a kupa története során nyolcadik alkalommal.

## Döntő
| 2022. június 4. 7:00 EST |

| Forge                                                   | 1–1 (h. u.)     | Toronto                                        |
| ------------------------------------------------------- | --------------- | ---------------------------------------------- |
| Borges 60'                                              | (0–0, 1–1, 1–1) | Pozuelo 57'                                    |
| Büntetőpárbaj                                           |                 |                                                |
| Achinioti-Jönsson Campbell Pacius Bekker Choinière Poku | 4–5             | Jiménez Salcedo Kerr Pozuelo Perruzza Thompson |

| Tim Hortons Field, Hamilton, Ontario Nézőszám: 13 715 Játékvezető: Silviu Petrescu |

| Forge | Toronto |

| KA               | 1  | Triston Henry               |     |     |
| JV               | 24 | Rezart Rama                 |     |     |
| KV               | 13 | Alexander Achinioti-Jönsson | 25' |     |
| KV               | 81 | Malik Owolabi-Belewu        | 55' |     |
| BV               | 6  | Ashtone Morgan              | 77' | 84' |
| KKP              | 33 | Aboubacar Sissoko           |     | 75' |
| KKP              | 21 | Alessandro Hojabrpour       | 81' |     |
| KKP              | 10 | Kyle Bekker ()              |     |     |
| JSZ              | 7  | David Choinière             |     |     |
| KCS              | 9  | Terran Campbell             |     |     |
| BSZ              | 19 | Tristan Borges              | 67' | 67' |
| Cserék:          |    |                             |     |     |
| KA               | 29 | Christopher Kalongo         |     |     |
| KP               | 12 | Sebastian Castello          |     |     |
| CS               | 14 | Emery Welshman              |     | 75' |
| CS               | 17 | Woobens Pacius              |     | 67' |
| KP               | 20 | Kwasi Poku                  |     | 84' |
| KP               | 22 | Noah Jensen                 |     |     |
| V                | 28 | Daniel Stampatori           |     |     |
| Vezetőedző:      |    |                             |     |     |
| Bobby Smyrniotis |    |                             |     |     |

| KA          | 16 | Quentin Westberg   |     |       |
| JV          | 47 | Kosi Thompson      |     |       |
| KV          | 5  | Lukas MacNaughton  | 24' | 90+2' |
| KV          | 3  | Carlos Salcedo     |     |       |
| BV          | 38 | Luca Petrasso      | 19' | 65'   |
| KKP         | 29 | Deandre Kerr       |     |       |
| KKP         | 4  | Michael Bradley () |     |       |
| KKP         | 11 | Jayden Nelson      |     | 46'   |
| JSZ         | 20 | Ayo Akinola        | 69' | 79'   |
| KCS         | 9  | Jesús Jiménez      |     |       |
| BSZ         | 10 | Alejandro Pozuelo  | 62' |       |
| Cserék:     |    |                    |     |       |
| KA          | 25 | Alex Bono          |     |       |
| KP          | 8  | Ralph Priso        |     | 90+2' |
| V           | 12 | Kadin Chung        |     | 65'   |
| CS          | 22 | Jacob Shaffelburg  |     | 46'   |
| CS          | 77 | Jordan Perruzza    |     | 79'   |
| KP          | 81 | Themi Antonoglou   |     |       |
| CS          | 99 | Ifunanyachi Achara |     |       |
| Vezetőedző: |    |                    |     |       |
| Bob Bradley |    |                    |     |       |